# Michael Russell (tennisser)
Michael Craig Russell (Detroit, 1 mei 1978) is een Amerikaanse tennisser. Hij bereikte in 2007 zijn hoogste positie op de ATP-ranglijst toen hij 60e stond.
Hij heeft nog geen ATP-toernooien in het enkelspel/dubbelspel gewonnen. Wel was Russell succesvol op de Challenger Tour waar hij elf toernooien won in het enkelspel en twee in het dubbelspel.
Russell speelde voor zijn profcarrière college-tennis in de Verenigde Staten voor de University of Miami. Zijn  favoriete ondergrond is gravel.

## Prestatietabel
| Legenda | Legenda                          |
| ------- | -------------------------------- |
| g.t.    | geen toernooi gehouden           |
| l.c.    | lagere categorie                 |
| –       | niet deelgenomen                 |
| G       | uitgeschakeld in de groepsfase   |
| 1R      | uitgeschakeld in de eerste ronde |
| 2R      | uitgeschakeld in de tweede ronde |
| 3R      | uitgeschakeld in de derde ronde  |
| 4R      | uitgeschakeld in de vierde ronde |
| KF      | uitgeschakeld in de kwartfinale  |
| HF      | uitgeschakeld in de halve finale |
| F       | de finale verloren               |
| W       | het toernooi gewonnen            |
| w-v     | winst/verlies-balans             |

### Prestatietabel grand slam, enkelspel
| Toernooi        | 1998 | 1999 | 2000 | 2001 | 2002 | 2004 | 2006 | 2007 | 2008 | 2009 | 2010 | 2011 | 2012 | 2013 |
| --------------- | ---- | ---- | ---- | ---- | ---- | ---- | ---- | ---- | ---- | ---- | ---- | ---- | ---- | ---- |
| Australian Open | –    | –    | –    | 1R   | 1R   | –    | –    | 1R   | 2R   | –    | 1R   | 2R   | 1R   | 1R   |
| Roland Garros   | –    | –    | –    | 4R   | 1R   | –    | –    | 1R   | –    | –    | 1R   | 1R   | –    |      |
| Wimbledon       | –    | –    | 1R   | –    | 1R   | –    | –    | 1R   | –    | –    | 2R   | 1R   | 2R   |      |
| US Open         | 1R   | –    | 1R   | 1R   | –    | –    | 1R   | 1R   | –    | –    | 1R   | 1R   | 1R   |      |

### Prestatietabel grand slam, dubbelspel
| Toernooi        | 1998 | 1999 | 2000 | 2001 | 2002 | 2004 | 2006 | 2007 | 2008 | 2009 | 2010 | 2011 | 2011 |
| --------------- | ---- | ---- | ---- | ---- | ---- | ---- | ---- | ---- | ---- | ---- | ---- | ---- | ---- |
| Australian Open | –    | –    | –    | –    | –    | –    | –    | –    | –    | –    | 1R   | –    | –    |
| Roland Garros   | –    | –    | –    | –    | –    | –    | –    | 1R   | –    | –    | 1R   | 1R   | 1R   |
| Wimbledon       | –    | –    | –    | –    | –    | –    | –    | 1R   | –    | –    | –    | 2R   | 1R   |
| US Open         | 1R   | –    | –    | 1R   | –    | –    | –    | –    | –    | –    | 1R   | 1R   |      |